# Nyabigogo
Nyabigogo är ett periodiskt vattendrag i Burundi.   Det ligger i provinsen Makamba, i den södra delen av landet, 110 km söder om huvudstaden Bujumbura.
Omgivningarna runt Nyabigogo är en mosaik av jordbruksmark och naturlig växtlighet. Runt Nyabigogo är det ganska tätbefolkat, med 166 invånare per kvadratkilometer.